# Nationale Unie (Belgische partij)
De Nationale Unie was een Belgische partij die voortgekomen is uit Fervent Nationaal, de Vlaamse tegenhanger van het Franstalige Front National.

## Programma

### Institutioneel
De partij profileerde zich als Belgisch-nationalistisch. Ze was tegen de splitsing van België en voor federalisme op provinciale basis, dus niet op basis van gemeenschappen en gewesten, zoals in de huidige situatie.

### Democratie
De partij wenste de invoering van directe democratie en dus de mogelijkheid tot referenda.

### Sociaal
De Nationale Unie wenste de vakbonden rechtspersoonlijkheid te geven.
Ze was ook gekant tegen onvoorwaardelijke immigratie. Immigranten zijn welkom, maar dienen een inburgeringsproef te doorstaan.

## Voorzitters
De oorspronkelijke voorzitter was Hendrik Boonen, die aftrad omdat hij het Belgische karakter van de partij niet geloofwaardig kon verdedigen, door zijn vroegere lidmaatschap van de Volksunie, een Vlaamsgezinde partij. Hij werd opgevolgd door Rudy Van Nespen, die voorheen lid was van zowel Fervent Nationaal als het Liberaal Appèl. Van Nespen riep voor de Antwerpse gemeenteraadsverkiezingen van 2006 op om Vlaams Belang te stemmen.

## Fusie met UNIE
Begin augustus 2006 maakte Nationale Unie bekend dat de partij een fusie zou aangaan met UNIE; de naam van de nieuwe partij is (wederom) UNIE.